# Das Geheimnis des Kartenmachers
Das Geheimnis des Kartenmachers ist ein historischer Roman von Rainer M. Schröder, der in den Jahren 1490 bis 1492 in und um Augsburg herum spielt. Er wurde 2002 im Arena Verlag veröffentlicht.

## Handlung
Der 16-jährige Caspar wird aufgrund der Verunstaltung des Porträts des Domherren zum Abbruch seiner Malerlehre gezwungen und zu Kerker und Pranger verurteilt. Als er wieder nach Hause kommt, verachten ihn sein Bruder und sein Vater. Caspars Vater ist der Inhaber eines Wirtshauses. Caspar träumt ständig von der Entdeckung ferner Länder und aufregenden Abenteuern. Er besitzt eine besondere Gabe, ein fotografisches Gedächtnis, mit dem er sich selbst extrem komplizierte Muster merken kann. 
Der Kupferstecher Bartholomäus Wolkenstein, der eine alte Mühle außerhalb der Stadtmauer besitzt, nimmt ihn zu sich in die Lehre. Dort trifft er Klara, ein gleichaltriges Mädchen, das Bartholo seit einigen Jahren den Haushalt erledigt. Meister Bartholomäus ist ein geheimnisvoller Mann, der sich oft in einem Raum einschließt, den niemand sonst betreten darf. Er bringt Caspar das Kupferstechen, aber auch das Fechten bei, was diesem reichlich merkwürdig erscheint. Zudem bekommt Bartholo durch seine kritischen Äußerungen über die Zustände in der Kirche Schwierigkeiten mit der Inquisition. Als der Inquisitor Heinrich Institoris nach Augsburg kommt, wird Caspar gezwungen, Bericht über angebliche ketzerische  Äußerungen zu erstatten. Doch durch die Warnung eines befreundeten Abtes sind Bartholomäus und Caspar in der Lage, sich geeignete Aussagen zu finden, die Bartholomäus entlasten.
Nachdem eines Tages der Wanderbuchhändler Quentel halb tot auf den Hof kriecht, weiht Bartholomäus Caspar und Klara in sein Geheimnis ein: Er sammelt Karten; vor allem Karten, die die Westküste Afrikas, den Seeweg nach Indien beschreiben. Eine alte Wikingerkarte, die auf einen westlichen Seeweg hoffen lässt, ist ihm besonders wichtig. Bartholomäus Erzfeind, Estevao de Serpa, ist auch hinter der Karte her und hat Quentel, der die Karte hatte, überfallen. Er lockt Bartholomäus in eine Falle, aber es gelingt Bartholomäus mit Hilfe von Caspar und Klara, die Angreifer zurückzuschlagen. Bei dem Kampf verliert Estevao sein Augenlicht. Kurz nach der  Rückkehr kommen Domschergen auf den Hof, um Bartholomäus wegen Ketzerei zu verhaften. Die drei versuchen zu fliehen, doch nur Caspar und Klara können sich verstecken. Bartholomäus wird festgenommen und nach Augsburg gebracht. Zusammen mit Quentel gelingt es Klara und Caspar, Bartholomäus zu befreien. Anschließend reisen die drei gemeinsam nach Spanien, wo Caspar und Klara heiraten und Caspar sich 1492 zusammen mit Bartholomäus Jugendfreund Christoph Columbus auf eine Entdeckungsreise nach Westen begibt.

## Hauptpersonen
- Caspar Sebald

Zu Beginn ist er 16 Jahre alt und Sohn des Tavernenwirts Friedrich Sebald in der Jakobervorstadt in Augsburg. Er tritt in die Dienste von Bartholomäus Wolkenstein und wird zu dessen Vertrautem.
- Bartholo

Bartholomäus Marcellus Wolkenstein, genannt Bartholo, ist Kupferstecher mit genuesischen Wurzeln, der den Otmarer Mühlhof an der Wertach betreibt. Bartholo war früher Matrose auf genueser Handelsschiffen, gemeinsam mit seinem Freund Christoph Kolumbus, später Kartensammler und -hersteller, wobei er  auch vor Diebstählen portugiesischer Seekarten nicht zurückschreckte und eine gewisse Skrupellosigkeit besaß. Im Zuge dieser Aktionen ist ihm eine Feindschaft zu dem portugiesischen Agenten Estevao Alfonso de Serpa gewachsen. Eine seiner Aktionen kostete Bartholo das linke Bein, er trägt eine Holzprothese und wird häufig von starken Schmerzen geplagt.
- Klara Kollberg

Klara, ungefähr 15 Jahre alt, ist Magd bei Bartholo und später die Geliebte von Caspar. Sie ist die Tochter des Bauern Josef Kollberg. Klara ist von den Hauptpersonen diejenige, die Geradlinigkeit und Bodenständigkeit verkörpert. Ihre Liebe zu Caspar bedeutet ihr mehr als die Forschungen, die Caspar und Bartholo an den Karten durchführen.
- Servatius von Pirkheim

Servatius ist ein adeliger Domkanoniker in Augsburg und strenger Verfechter des mittelalterlichen Feudalsystems. Die Macht der Kirche zu erhalten, ist ihm bedeutsam, gegen Andersdenkende geht er mit brutaler Härte vor. Für die Jagd auf erklärte Ketzer schreckt er auch nicht davor zurück, sich mit religiösen Eiferern wie Heinrich Institoris zu verbünden. Servatius verkörpert die Machtbesessenheit und das Selbstgefallen der Kirchenfürsten in der Renaissance.

## Auszeichnungen
Der Roman erhielt 2003 sowohl den Moerser Jugendbuchpreis als auch den Buch-des-Monats-Preis der „Arbeitsgemeinschaft Jugendbuch Göttingen“.